# Željko Hornjak
Željko Hornjak (nadimak: Buca) (Sombor, 19. veljače 1966.), rukometni je vratar iz Sombora, autonomna pokrajina Vojvodina, Republika Srbija. 
Hrvatskog je podrijetla.
Rukometni je reprezentativac Srbije.
Igrao je za nekoliko klubova u nekoliko država, među ostalim u srbijanskoj Crvenki, hrvatskom Istraturistu i Zametu.
2008. godine došao je u Hrvatsku u rukometni klub Poreč. 
Njegova sestrična Aranka Hornjak-Mijić bivša je jugoslavenska rukometna reprezentativka.

## Uspjesi
- juniorski svjetski prvak
- balkanski prvak 2x
- doprvak Jugoslavije
- finalist jugoslavenskog kupa